# 葉廷琯
葉廷琯（1792年—1869年），號調生，自號龍威遴隱。吳縣（今江蘇蘇州）人。
乾隆五十七年（1792年）十月十八日生。廪贡生出身，曾為候选训导，為知縣陳文述的女婿。葉廷琯一生淡泊名利，以考訂經史為樂。晚年因太平军攻占苏州，避地上海，曾采集同时人的未刻诗为《同人诗略》。同治初年举孝廉方正，辞不就。同治七年（1869年）十二月十七日卒。著有《吹网录》和《鸥陂渔话》，又輯《蛻翁所見詩錄》。